# Ravneungerne
Ravneungerne er en amerikansk stumfilm fra 1916 instrueret af Lloyd Ingraham.

## Medvirkende
- Lillian Gish som Millicent.
- Violet Wilkey som Jean.
- Keith Armour som Horace Craig.
- Ralph Lewis som Theodore Ainsley.
- Loyola O'Connor som Elinor Ainsley.
- Tom Wilson